# Dirkalniki Formule 1
Moderni dirkalniki Formule 1 so enosedežni dirkalniki z odprto školjko (cockpitom), kolesi ter relativno velikimi sprednjimi in zadnjimi krilci. Pravila določajo, da morajo biti dirkalniki zgrajeni posebej za prvenstvo Formule 1 s strani vsakega sodelujočega moštva in zelo natančno določajo lastnosti, ki jih morajo dirkalniki izpolnjevati, da jih komisarji FIE potrdijo.